# Ture Rangström (tonsättare)
För andra betydelser, se Rangström.
Anders Johan Ture Rangström, född 30 november 1884 i Stockholm, död 11 maj 1947 i Stockholm, var en svensk tonsättare, sångpedagog, musikkritiker och dirigent.

## Biografi

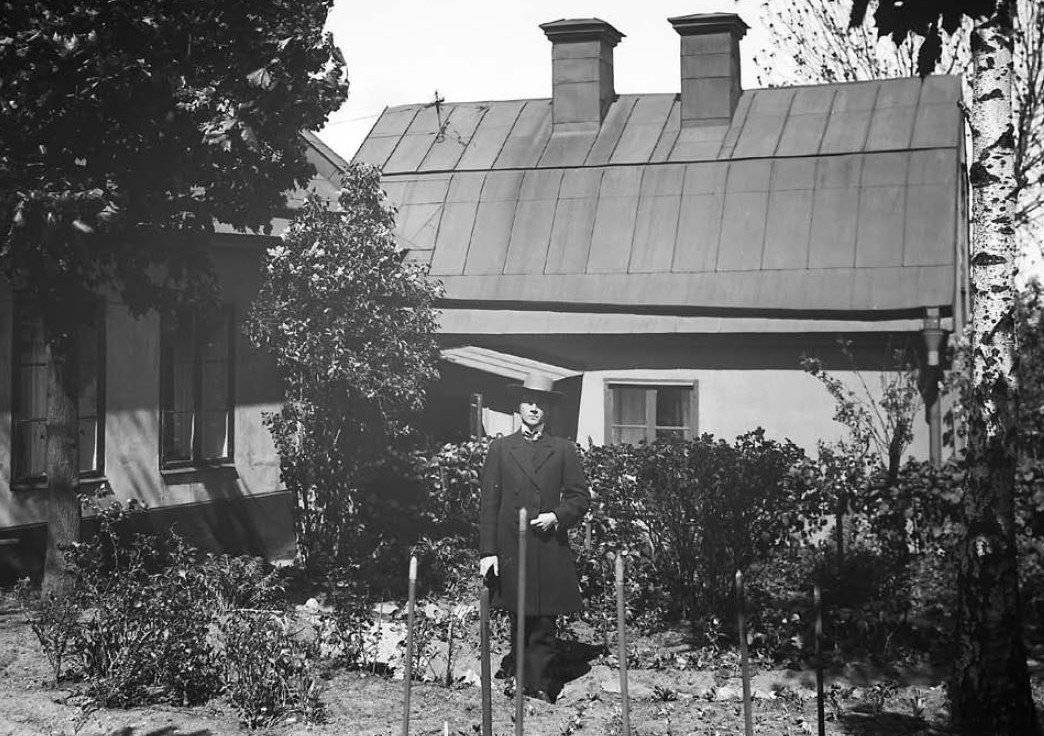
Ture Rangström framför Rangströmska gården på Södermalm, 1918.

Som ung blev Rangström fascinerad av August Strindberg, som han också besökte några gånger år 1909. Efter Strindbergs död manifesterade han sin beundran med sin första symfoni med undertiteln August Strindberg in memoriam (1914). 1915 blev han färdig med operan Kronbruden, en tonsättning av Strindbergs pjäs. Med Strindbergs godkännande hade han dock utelämnat de två sista akterna i dramat.
Rangström fann tidigt i sin karriär sitt intensiva, suggestiva och dramatiskt kärva tonspråk. Han lade inte stor vikt vid att lära sig kontrapunkt, den teknik som är en grundpelare i klassiska tonsättares hantverk, eftersom han inte tyckte att detta sätt att komponera gick att förena med vad han ville uttrycka. Detta gav hans stil en individuell prägel, men begränsade kanske också hans variationsmöjligheter. Vissa av hans instrumentala verk kan därför kritiseras för att vara av ojämn kvalitet, men han är samtidigt en av svensk tonkonsts mest särartade begåvningar genom tiderna. Hans individuella kompositionsteknik bygger bland annat på stora kontraster mellan kraftfulla och lågmälda block.
Rangström skrev fyra symfonier. Efter den ovan nämnda Strindbergssymfonin, som är den mest kända, kom nr 2, Mitt land (1919), nr 3, Sång under stjärnorna (1929) och nr 4, Invocatio (1936). Den sistnämnda innehåller en delvis solistisk stämma för orgel och kallades ursprungligen Symfoniska improvisationer innan den fick benämningen symfoni.
Framför allt lever Rangström vidare som en av Sveriges främsta tonsättare av romanser. En av hans favoritpoeter var Bo Bergman. (Själv skrev Rangström också dikter, bland annat texten till Wilhelm Stenhammars kantat Sången.) Hans andra stora operaverk, förutom Kronbruden, är Gilgamesj, komponerad 1943–44. Operan färdiginstrumenterades av John Fernström efter Rangströms död i strupcancer.
Rangström debuterade som dirigent 1915 vid uruppförandet av sin egen Strindbergssymfoni. Rangström invaldes som ledamot i Kungliga Musikaliska Akademien den 29 oktober 1919. Han blev 1922 utnämnd till chefsdirigent vid Göteborgs orkesterförening, där han efterträdde sin kollega och vän Stenhammar. På grund av sitt bristande kunnande som dirigent blev han dock inte långvarig på posten utan fick sluta redan 1925.
Tillsammans med Kurt Atterberg, Natanael Berg och Oskar Lindberg utgjorde Rangström en tonsättargruppering som gick under namnet Spillran.
Rangström hade från 1935 ett sommarhus på Törnsholmen invid Gräsmarö i Gryts skärgård, och är begravd på kyrkogården i Gryt.

## Familj
Ture Rangström var son till läderhandlaren Johan "John" Rangström (1859-1927) och Charlotta, född Andersson (1856-1939). Han hade två systrar, Herta och Ingrid; den sistnämnda blev mor till författaren Lars Gyllensten. Han var gift 1908–1926 med Elisabeth "Lisa", född Hollender (1882–1968) och fick med henne dottern Villemo (1910–2007) samt sonen Dag (1917–1989) som blev far till dramatikern Ture Rangström (född 1944). Åren 1927–37 var Rangström gift med Omon, född Richter (1894–1984), som skilde sig från hans kollega och tidigare vän Knut Håkanson för att gifta sig med honom. Under sina sista år sammanbodde Rangström med Elsa Nodermann (1911–1996) som var dotter till domkyrkokapellmästaren Preben Nodermann. Ture Rangström bodde och verkade på Rangströmska gården på Södermalm mellan 1908 och fram till sin död 1947.

## Kompositioner

### Orkester
- Dithyramb, symfonisk dikt, 1909 (reviderad av Kurt Atterberg 1948)
- Ett midsommarstycke, symfonisk dikt, 1910
- En höstsång, symfonisk dikt, 1911
- Havet sjunger, symfonisk dikt, 1913
- Symfoni nr 1 i ciss-moll, August Strindberg in memoriam, 1914
- Intermezzo drammatico, svit, 1916–18
- Divertimento elegiaco, svit för stråkorkester, 1918
- Två melodier, klarinett och stråkar, 1919
- Symfoni nr 2 i d-moll, Mitt land, 1919
- Två svenska folkmelodier, 1928
- Symfoni nr 3 Dess-dur Sång under stjärnorna, 1929
- Partita för violin och orkester, h-moll, 1933
- Symfoni nr 4 i d-moll Invocatio, 1935
- Ballad för piano och orkester, 1937
- Vauxhall, svit, 1937
- Staden spelar, divertissement, 1940

### Kammarmusik
- Stråkkvartett g-moll, Ein Nachtstück in ETA Hoffmanns Manier, 1909 (rev. Edvin Kallstenius och Kurt Atterberg 1948)
- Suite in modo antico, violin och piano, 1912
- Suite in modo barocco, violin och piano, 1920–22

### Musik för piano
- Fyra preludier, 1910–13
- Mälarlegender, 1919
- Sommarskyar, 1916–20
- Improvisata, 1927
- Sonatin, 1937
- Spelmansvår, svit, 1943

### Körverk (urval)
- Kantat till Arthur Hazelius 100-årsminne (Gunnar Mascoll Silfverstolpe), 1933
- Vid slutet av sagan om Tristan och Isolde (Frans G. Bengtsson), för baryton, damkör och orkester, 1937
- Sörmlandsidyller (Hugo Tigerschiöld), 1926
- Sub umbra (Ernst Norlind), 1941

### Sånger
Totalt finns ca 250 sånger för en röst med piano, därav ca 60 med orkester.
- 15 otryckta verk (1902–04)
- Vita liljorna dofta (Karl-Erik Forsslund), 1902
- Nachts in der träumenden Stille (Gustav Falke), 1903
- Digte, 1903
  - Det spöger (Vilhelm Krag)
  - Det staar en sorg (Vilhelm Krag)
  - Långsamt som kvällsskyn mister sin purpur (Karl August Tavaststjerna)
- Drei Gedichte (Otto Julius Bierbaum), 1904
  - Des Narren Nachtlied
  - Des Narren Regenlied
  - Lied in der Nacht
- Lyrik, 1907–09
  - Adagio (Bo Bergman)
  - Floderna (Anders Österling)
  - Pionerna (Anders Österling)
  - Stjärnöga (Bo Bergman)
  - Sjung mina sånger (Sigfrid Siwertz)
  - Månskensstycke (Ola Hansson)
- Fünf Pastischen (gammaltyska texter), 1906–09
  - 1. Ich arme Nunn (Johann von Schwarzenberg)
  - 2. Lied einer alten frommen Magd (Des Knaben Wunderhorn)
  - 3. Es wollt das Mädchen früh aufstehn (Des Knaben Wunderhorn)
  - 4. Ik weet en Frauken amoreus (Walther von der Vogelweide)
  - 5. Ein Kuss von rothem Munde (Walther von der Vogelweide)
- Visor (August Strindberg), 1909
  - Mitt trollslott står i skogens bryn
  - Sju rosor och sju eldar
  - Semele
  - Villemo
- Två ballader (Ernst Josephson), 1909
  - Ballad
  - Jubal
- Fyra melodier (Ernst Josephson), 1911
  - Jag
  - Min grav
  - Jag är ett träd
  - Svanesång
- Fragment ur ’’Holländarn’’ (August Strindberg), 1912
- Havets sommar (Rangström), 1913–15
  - Gryning
  - Solstänk
  - Regnvisa
  - I middagshettan
  - Julidagen
  - Efter striden
  - Solnedgång
  - Skymning
  - Månskensstycke
  - Natt
- Avskedet (Hans Bethge), 1915
- Sex visor, 1915
  - 1. Fågelfri (Hjalmar Procopé). Till Knut Hammarin.
  - 2. Barnvisa (Bo Bergman). Till Kurt Atterberg
  - 3. En gammal dansrytm (Bo Bergman). Till Oskar Lindberg.
  - 4. Natt (Ernst Norlind). Till Gustaf Nordqvist.
  - 5. Gammal bonde (Gustaf Ullman). Till Algot Haquinius.
  - 6. Arbetare (Bo Bergman). Till Natanael Berg
- Tre sånger, 1916
  - Havet (Bo Bergman)
  - November (Ernst Norlind)
  - Den gyllene stunden (Gustaf Ullman)
- Idyll (Johan Ludvig Runeberg), 1917
  - Sommarnatten
  - Sorg och glädje
  - Den försmådda
  - Hennes budskap
  - Törnet
  - Hundra vägar har min tanke
  - Fjärilposten
  - Sådan vård blott finner flickan
  - Behagen
  - Flickans årstider
  - Så jag färdas själv mot fjärran
  - Den enda stunden
  - Hvilken sällhet skön att synas
  - Tala, tala tycktes alla
  - De fångna
- Två visor i gammal ton (Gustaf Fröding), 1917
  - Herr Lager och Skön fager
  - Ett Helicons blomster
- Notturno (Rangström), 1917
- Fem dikter (Bo Bergman), 1917
  - Vingar i natten
  - Du och jag
  - Melodi
  - Visa
  - Under vintergatan
- Forskrevet, fyra sånger (Holger Drachmann), 1917
  - Bægret
  - Den raske ungdom
  - Den høje hest
  - Den snevre kreds
- Ur Kung Eriks visor (Gustaf Fröding), 1917
  - En visa om när jag var lustig
  - En visa om mig och narren Herkules
  - En visa till Karin när hon hade dansat
  - En visa till Karin ur fängelset
  - Kung Eriks sista visa
- Sjöfararen vid milan (Gustaf Fröding), 1917
- Mandanes sång (Georg Öberg), 1917
- I tornet, väktare och ring (Lied des Türmers) (Ernst Norlind), 1917
- Zwei Minnelieder (Ernst Theodor Amadeus Hoffmann), 1917
  - Schau ich dich wieder, o Heimat süss
  - Wo bist du hin, mein Hoffnungsstern
- Välkommen åter snälla sol (August Strindberg), 1918
- Serenad (Bo Bergman), 1920, (ursprunglige för blandad kör a cappella och baryton, 1919)
- Der fløj en fugl over sti (Holger Drachmann), 1920
- Rondeau (Erik Blomberg), 1920
- Stilla visor, 1920–21
  - Kvällsvisa (Rangström)
  - Drömvisa (Gottfrid Kallstenius)
  - Vaggvisa (Erik Blomberg)
- To digte (Jens Peter Jacobsen), 1921
  - Løft de klingre Glaspokaler
  - Du Blomst i Dug
- Farande sange, 1921–22
  - Høisang (Harald Bergstedt)
  - Venskab (Axel Juel)
  - Galgenhumor (Holger Drachmann)
- Romantik (Jens Peter Jacobsen), 1921
  - Den vilde jagt
  - Lad vaaren komme
  - Det bødes derfor
  - Solnedgang
  - Afsted min baad
- Legender, ballader och romanser (Oscar Levertin), 1922–23
  - Kejsar Karls visa
  - Maj
  - En gammal nyårsvisa
  - Kväll i skogen
  - Junkerns serenad
  - Åter
  - Hör du augusti sommarregn
  - En båt med blommor
- En liten Stockholms-musique (Sigfrid Siwertz), 1923
- Den mörka blomman (Bo Bergman), 1924
  - 1. Den mörka blomman
  - 2. Bön till natten
  - 3. Vinden och trädet
  - 4. Afskedet
  - 5. Trädet som dör
- Fem ballader (Bo Bergman), 1924
  - 1. Gammalsvenskt
  - 3. Pan
  - 4. Näcken
  - 5. Bergakungen
- Tre dikter (Verner von Heidenstam), 1924
  - Vi människor
  - Paradisets timma
  - Stormar
- Till smärtan (Dan Andersson), 1924
- Eroticon, 1924
  - I dina händers mjuka fågelbo (Erik Blomberg)
  - Som ett blommande mandelträd (Pär Lagerkvist)
  - Det finns väl så många i världen att äga (Karl Asplund)
- Vildmark (Dan Andersson), 1924
  - Jag har drömt
  - Vårkänning
- Två sommarvisor (Ernst Norlind), 1924
  - Sommar
  - Soluppgång
- Fyra dikter (Gustaf Fröding och Erik Axel Karlfeldt), 1924
  - Ur Friederike Brions visor 1–3 (Gustaf Fröding). Till Dagny Pineus
  - Minnesång (Erik Axel Karlfeldt). Till Karin Branzell
- Tragödie (Heinrich Heine) 1924
  - Ein Jüngling hat ein Mädchen lieb
  - Es fiel ein Reif
  - Auf Ilsens Grabe
- Frühlingsfeier (Heinrich Heine), 1924
- To Blomsterviser (Omon Richter), 1926–27
  - Orkidé
  - Kirsebærblomsten
- Hymn (Verner von Heidenstam), 1929
- Fosterlandet (Axel Lundegård), 1930
- Krigaren (Erik Axel Karlfeldt), 1930
- Trots allt (Bo Bergman), 1933–36
  - Jordens önskan. Till Joel Berglund
  - Orfeus. Till Kerstin Thorborg
  - Kastaliskt. Till Helga Görlin
  - Tristans död. Till Brita och Einar Beyron
  - Väntan. Till Sigurd Björling.
- Silkesko over gylden læst (Jens Peter Jacobsen), 1935
- Fyra visor om Sverige (Alf Henrikson), 1935
- Två sånger (Erik Lindorm), 1936
  - Trumman
  - Flickan från fjärran
- Syrsorna (Gunnar Mascoll Silfverstolpe), 1936
- Regnvisa (Karl Asplund), 1936
- Klockbojen (Karl Asplund), 1936
- Trolltyg, 1936
  - Blodfågeln (Tore Strindberg)
  - Solvända (Rangström)
- Hennes ord (Bo Bergman), 1936
  - Kärleken är en rosenlund
  - Jag hörde din röst
  - Jag fryser om dina händer
- Den utvalda (Hjalmar Gullberg), 1938
- Hem och hav (Helge Gräslund), 1938
  - Kvällspsalm
  - Pingst
  - Sommarnatt
- Tre ballader (Frans G. Bengtsson), 1938–41
  - En ballad om Lameks söner
  - En ballad om narren och döden
  - En ballad om god sömn
- Häxorna (Erik Axel Karlfeldt), 1938
  - Två stora nattfjärilsvingar
  - Gå ej bland olvonträ och slån
  - Dansen går på grodbladsplan
  - Långt bort i kvällarnas kväll
- Stjärngossar (Erik Axel Karlfeldt), 1939
- Du vackra vår (Rangström), 1940
- Nordiskt (Gunnar Ekelöf), 1941
  - Eriksvisa
  - Den älskande
  - Sorgen och stjärnan
- Sköld och svärd (Karin Boye), 1941
  - 1. Väl den som gudar har
  - 3. Sköldmön
- Mot natten, recitativ och arioso (August Strindberg), 1941
- Om våren (Erik Axel Karlfeldt), 1942
- Refrängen om Ann-Mari (Rangström), 1942
- Två Stockholmsdikter (Tor Hedberg, H. Söderberg), 1943
- Två visor till Stockholm (Fredrik Ström), 1943
  - En visa om S:t Eriks stad
  - Ritornell
- Hymne (Inger Hagerup), 1943
- Dansen (Anna Maria Lenngren) för en röst och stråkorkester med celesta/glock, 1943. Till Hjördis Schymberg.
- Ritornell (Fredrik Ström), 1943
- En ghasel (Frans G. Bengtsson), 1944
- Brinnande ljus (Karin Boye), 1944
- Tala du (Tor Hedberg), 1944
- Bröllopshymn (Rangström), 1945
- Løvspringet (Johannes V. Jensen), 1946
- Glömma, glömma (Pär Lagerkvist), 1946
- Det spelar (Bo Bergman), 1946
- Ur Harry Martinsons Passad, 1946
  - Aftonskog
  - Daggmasken
  - Kväll i inlandet
  - Resans slut
- En lille Elskovsvise (Holger Drachmann), 1946
- Skogsfågeln (Rangström), 1946
- Sånger i urval, 1934, 2. rev uppl, red. Moses Pergament, 1950
- Jord på Gräsmarö (Helge Gräslund), deklamatorium, 1937

### Scenisk musik
- Kronbruden, opera (August Strindberg), 1915
- Medeltida, opera (Holger Drachmann), 1918
- Himlens hemlighet, scenmusik (Pär Lagerkvist), 1920
- Ett julpreludium, förspel till Advent (August Strindberg), 1921
- Taklagsölet, scenmusik (Sigfrid Siwertz), 1923
- Till Damaskus, scenmusik (August Strindberg), 1926
- Brand, scenmusik (Henrik Ibsen), 1928
- Drapa, uvertyr till Han som fick leva om sitt liv, (Pär Lagerkvist), 1928
- Macbeth, scenmusik (William Shakespeare), 1933
- Coriolanus, scenmusik (William Shakespeare), 1934
- Henrik IV, scenmusik (William Shakespeare), 1935
- Påskliljan, scenmusik (Nikolai Frederik Severin Grundtvig), 1936
- Athalie, scenmusik (Jean Racine), 1937
- Kung Lear, scenmusik (William Shakespeare), 1938
- Vävaren i Bagdad, scenmusik (Hjalmar Bergman), 1939
- Hamlet, scenmusik (William Shakespeare), 1942
- Hanneles himmelsfärd (Hjalmar Bergman), 1942
- Gilgamesj, opera (Ebbe Linde), 1943–33 (instrumentationen fullbordades av John Fernström)

## Kuriosa
Musik ur Ture Rangströms första symfoni, August Strindberg in memoriam, och Vårhymn användes som filmmusik i Fyra nyanser av brunt.

### Webbkällor
- Svensk musik